# Denegação
A denegação é um mecanismo de defesa em que o sujeito se recusa a reconhecer como seu um pensamento ou um desejo que foi anteriormente expresso conscientemente.
Negar a realidade é uma forma de protecção contra algo que pode gerar dor ou sofrimento. A denegação é um fenómeno que se pode observar, por exemplo, em pacientes que descobrem possuir uma doença incurável ou em casos de perda de um ente amado.
A denegação é, assim, a percepção de um acontecimento doloroso em que surge uma desestruturação de si cuja primeira reacção é ver, mas ao mesmo tempo não enxergar, ouvir mas não escutar, entender mas não compreender.
Freud constatou a existência da denegação como resistência no tratamento da histeria em que uma representação consciente é recusada e posteriormente recalcada.
A palavra também pode ser empregada para definir a aliciação do espectador pelo filme de ficção. Ainda que consciente do fato de estar diante de uma falsa realidade, o espectador se engaja no filme, deixando-se afetar pelo universo fictício. 